# 海神神社
34°27′51″N 129°17′00″E / 34.46425°N 129.283333°E
海神神社（日语：／ Kaijin-jinja、 Watatsumi-jinja或 Wadatsumi-jinja */?）是日本長崎縣對馬市峰町木坂的神社，社格是名神大社（論社）、對馬國一宮、國幣中社和別表神社，祭神是豐玉姬命，別當寺是彌勒堂。氏子方面，根據《神社名鑑》記載是100戶，崇敬者有50,000人，《全國神社名鑑》稱是75戶，崇敬者有350人，根據《式內社調查報告》記載氏子地區是木坂、狩尾和青海，並且受到對馬島全體民眾的崇敬。
文化財方面，「銅造如來立像」是重要文化財，「海神神社木造面具」和「對馬海神神社的社叢」是長崎縣指定文化財，「海神神社 青銅矛」、「海神神社 高麗青瓷」、「海神神社 青銅鏡」、「海神神社 鈴」、「海神神社 木造僧形神像」、「海神神社 棟札」、「海神神社 木造狛犬」、「海神神社 木造面具」、「海神神社 笙」、「銀碗和銀匙」和「鐵三十八間筋兜鉢以及大鎧殘骸」則是對馬市指定文化財。

## 位置與名稱
神社位於對馬島西岸的中部，地處三根灣以北的木坂地區北部，並且坐落於其中的伊豆山上。行政區劃方面，神社原屬對馬國三根郡，後為上縣郡三根鄉、木坂村、峰村和峰町，字是伊豆山。名稱方面，根據《式內社調查報告》引述的「社號沿革」記載，神社最初稱為和多都美八幡宮，不過由於年代過於久遠，因此詳細不明。在白鳳時期以來，神社稱作八幡本宮或上津和多都美八幡宮，近世則稱為木坂八幡宮。明治3年（1870年），神社改稱為和多都美神社，明治4年（1871年）6月再改稱為海神神社。

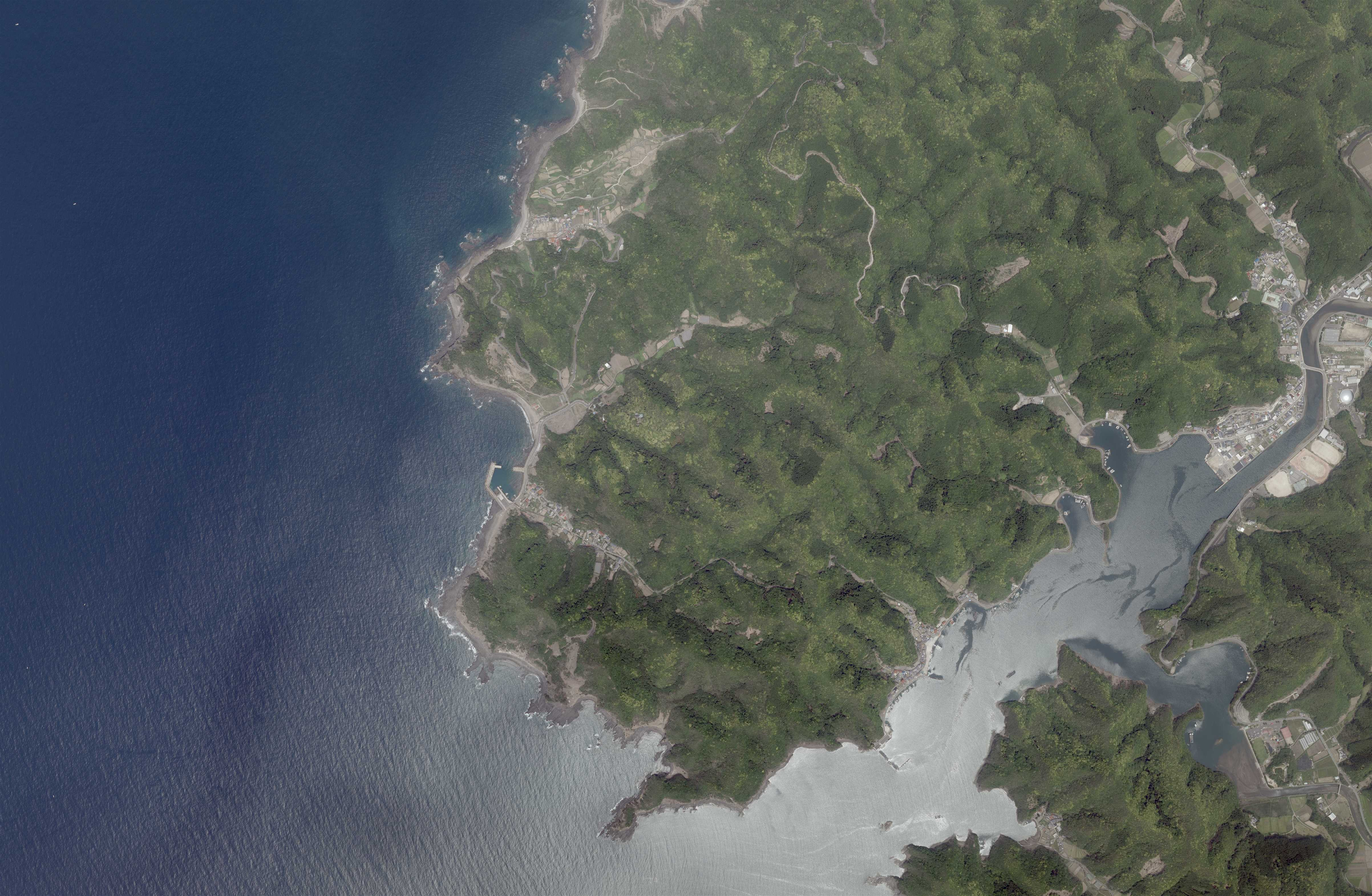
神社一帶

文獻上，八幡本宮的稱呼見於收錄在《八幡宮文書》內文永4年2月20日（1267年3月17日）的《寺家僧徒等免行注進狀寫》，根據收錄於《藤家文書》內元祿年間（1688年至1704年）的《對馬主神職要解》記載，神社在天武天皇6年（677年）分靈至國府所在的清水山後稱為八幡本宮，清水山的神社則稱為八幡新宮，即嚴原八幡宮神社。上津八幡宮見於康安元年12月13日（1362年1月9日）的《本通書狀寫》。
和多都美神社的稱呼源於神社被視為名神大社「和多都美神社」而來，和多都美本身就有海神的意思，再加上與另一「和多都美神社」論社和多都美神社在發音上同樣是Watatsumi（わたつみ），因此為了避免混淆也音讀為Kaijin（かいじん），地方話也唸作Wadatsumi（わだつみ）。此外，其他稱呼尚有收錄於《壬生家文書》內建長8年4月9日（1256年5月5日）的《小槻某書狀案》內的「對馬正八幡宮」、正平8年8月12日（1353年9月10日，文和2年）的八幡宮鰐口之銘中的「上津八幡大菩薩」以及收錄於《對馬鳥居文書》內正平24年4月6日（1369年5月12日，應安2年）的《宗慶書下》內的「伊津宮」等等。

## 歷史
根據社傳記載，神功皇后在三韓征伐於海上開始供奉和多都美神，其後在回程時於當地供奉八面幡而來，稱神社是八幡宮創始之地，並且指社殿建於繼體天皇在位期間，及至欽明天皇31年分靈至宇佐。神社作為八幡宮雖然沒有記載於《延喜式神名帳》，不過根據《神社大帳》記載，神社是名神大社「和多都美神社」。相對地，《舊社考》和川本達則反對此說法，指出和多都美神社才是名神大社「和多都美神社」，田中卓也在《住吉大社史》中支持此說法。另一方面，根據文化6年（1809年）的《對馬紀事》記載，木坂以前有建造產房的習俗，相傳繼承自豐玉姬分娩的傳說，據此也有神社是名神大社「和多都美御子神社」的說法。此外，也存在神社是式內社胡祿神社或胡祿御子神社的說法。
文獻上根據《改訂對馬島誌》記載，神社雖然作為八幡宮在延喜6年（906年）依官命興建社殿，不過在史料上未能證實。然而，根據收錄於《下津八幡宮文書》內的《對馬國下津八幡宮所司解案》記載，神社作為八幡宮至少在永曆元年（1160年）3月以前便已經存在。另一方面，根據《宮寺緣事抄》記載，對馬島當時建有宇佐八幡宮的末社和末寺，因此神社的創建時期或八幡宮化的時期早於永承7年（1052年）或以前。關於八幡宮化的理由，飯沼賢司和《嚴原町誌》認為當時對馬島受到韓寇和刀伊入寇的影響，因此勸請帶有武神性質的八幡神而來。
治承3年（1179年）正月，根據《吾妻鏡》文治2年5月2日（1186年5月22日）條記載，對馬守藤原親光修理八幡宮在內的60座神社。寬喜2年5月9日（1230年6月21日），根據收錄於《益永文書》內的《武藤資能宇佐宮御祈用途物送文案》記載，對馬島當時已經存在一宮，關於神社作為一宮的文獻記載則最早見於永和4年4月29日（1378年5月26日，天授4年）的《大檀那當州守護是宗朝臣伊賀守澄茂梁文》中的「當國惣廟上郡正八幡宮」。建長4年12月25日（1253年1月26日），根據收錄於《正八幡宮文書》內的《對馬國宣案》記載，目代右馬允奉命修理八幡宮，不過在建長8年4月7日（1256年5月3日），根據《經俊卿記》記載，在身處京都的神官控訴社殿的興建問題後，此事被提上朝議討論。文永4年2月20日（1267年3月17日），根據收錄於《八幡宮文書》內的《講師某注進狀》記載，神社作為「八幡本宮」位居上縣郡之首，宮司講師是長慶，權宮司講師則是經慶。
正應元年7月22日（1288年8月20日），根據收錄於《海神神社文書》內的《對馬國國宣案》記載，少貳忠弘向正八幡宮惣檢校下令讓其在年內解決社殿已經延期六年仍未建成的問題，否則會對其作出處分，並且讓其將扣壓的下津郡年貢和津料交還予目代延救。永仁4年8月27日（1296年9月25日），根據收錄於《下津八幡宮文書》內的《對馬目代源長久施行狀》記載，大輔房慶覺獲安堵正八幡宮惣宮司的職務。永和4年4月29日，神社獲守護宗澄茂作為大檀那來興建社殿。應永14年6月18日（1407年7月22日），根據收錄於《三根鄉給人等判物寫》內的《宗貞茂書下》記載，神社獲免去萬雜公事。
明治3年（1870年），神社以「和多都美神社」作為名稱。明治4年5月14日（1871年7月1日），神社獲列為國幣中社。同年6月，神社改稱為海神神社。1948年9月30日，神社本廳制定「幹部和職員去留相關規定」（役職員進退に関する規程，《規程第15號》），神社列於其中第五條提到的「記載於別表的神社」（別表に掲げる神社）之內，即別表神社。2012年10月，神社的「銅造如來立像」在對馬佛像盜竊事件中失竊，並且被運到韓國，犯人在翌年1月29日落網。2015年7月15日，「銅造如來立像」由大檢察廳批准交還予神社，並且在同年7月18日移送至對馬。

## 祭神
根據《神社名鑑》記載，神社的祭神是豐玉姬命。不過，根據《大小神社誌》記載尚有應神天皇、仲哀天皇、彥火火出見和武內宿禰，《神社大帳》稱是葺不合、彥火火出見、豐玉姬、神功皇后和應神天皇，《神社明細帳》則指是豐玉姬、彥火火出見、葺不合、宗像神和道主貴神，直至《特選神名牒》才視豐玉姬命為單一祭神。《對馬神社誌》同樣以豐玉姬命為主祭神，彥火火出見尊、葺不合尊、宗像神和道主貴神則是配神。
| 名稱 | 攝社行先殿神社 | 濱殿御子神社          | 乳母神社          | 一宮         | 白鬚神社   | 若宮              | 五王神社     | 新靈社                 | 貴船神社      | 金倉神社           |
| 祭神 | 豐玉彥命       | 彥火火出見尊 豐玉姬命 | 葺不合尊 大乳母命 | 神功皇后     | 磯武良宿禰 | 神武天皇 玉依姬命 | 速須佐之男命 | 五瀨命 稻飯命 三毛野命 | 興魂神 高龗神 | 金倉 稻倉魂 天富命 |
| 名稱 | 瓊宮           | 御先驅神社            | 飛崎神社          | 今宮神社     | 寶滿神社   | 濱𨺉殿            | 在廳神社     | 天道社                 | 美女神        | 祭魂社             |
| 祭神 | 豐玉姬命       | 大田命                | 大田命            | 唐坊加賀守靈 | 豐玉姬命   | 不明              | 不明         | 不明                   | 不明          | 木坂村民的祖先     |

## 境內
- 左邊是拜殿，右邊是本殿
- 攝末社

根據《日本社寺大觀》記載，神社境內面積達20518坪（約67828.1平方），《神社名鑑》和《全國神社名鑒》分別稱是27672坪（約91477.69平方）和20581坪（約68036.36平方），《式內社調查報告》引述《神社境內外取調帳》指是4町1反（約40661.16平方），山林是36町9反（約365950.41平方），另外也引述神社明細指是20518坪，山林為19町4反（約192396.69平方）。《日本歷史地名大系》則指出社領達22町（約0.22平方公里）。
本殿佔地24坪（約79.34平方），為寬8間（約14.55），長6間（約10.91）的流造建築，第二次世界大戰前是檜皮葺，戰後曾經改鋪瓦頂。幣殿佔地6坪（約19.83平方），為切妻造瓦頂建築，與本殿一樣以日本扁柏建成。拜殿佔地16坪（約52.89平方），為入母屋造建築。神饌所建築面積是16坪（約52.89平方），社務所佔地20坪（約66.12平方），同樣以日本柳杉建成。神庫佔地7坪（約23.14平方），與神饌所、社務所同樣為瓦頂建築。手水舍佔地2坪（約6.61平方），屋頂為銅板。攝社行先殿神社，長寬各1間（約1.82），末社一宮、若宮、新靈社和今宮神社則是長寬各4尺（約1.21）。

## 祭事
| 月次祭（每月1日） |                                     |     |                 |      |                                                          |
| 1月               | 歲旦祭（1月1日） 元始祭（1月3日）   | 5月 | —               | 9月  | 前夜祭（舊曆8月4日） 古式祭（舊曆8月5日） 皇靈祭（秋分） |
| 2月               | 紀元祭（2月11日） 祈年祭（2月17日） | 6月 | 大祓（6月30日） | 10月 | 神嘗祭（10月17日）                                       |
| 3月               | 皇靈祭（春分）                      | 7月 | —               | 11月 | 新嘗祭（11月23日）                                       |
| 4月               | 壽福祭（櫻花開花期）                | 8月 | 例祭（8月5日）  | 12月 | 一宮祭（舊曆11月初卯） 大祓和除夜祭（12月31日）          |

古式祭在上午9點開始，由神職奉納名為命婦之舞的巫女神樂，參與者穿上緋袴，手持鈴來獻舞，並且伴隨伶人敲擊太鼓而奏上祝詞，其後唱頌神歌，並且奉納四方舞。1996年11月28日，命婦之舞獲選為有必要確立製作紀錄等措施的無形民俗文化財。11點開始舉行神幸式，一行人前往濱殿，並且舉行濱殿祭。其後，從濱殿出發前往御前之濱，抵達後在海邊放生螺，稱為放生祭，放生祭源於神功皇后在三韓征伐後讓武內宿禰替新羅人鎮魂而來，選擇螺是由於其形狀與新羅人的髮形相近，因此將其視為新羅人的首級，在敲響鉦鼓鎮魂後便將螺放生至海裡。最後，一行人回到神社，並且舉行奉納相撲和演藝會。

## 外部連結
- 的Facebook專頁
- . 一之宮巡拜會.   [2023-10-02]. （原始内容存档于2023-10-03） （日语）.
- . 長崎縣觀光聯盟.   [2023-10-02]. （原始内容存档于2023-09-21） （日语）.
- . 對馬觀光物產協會.   [2023-10-02]. （原始内容存档于2023-11-30） （日语）.